# Контакт-1
«Конта́кт-1» (Індекс ГРАУ — 4С20) — комплекс вибухового динамічного захисту (ДЗ) першого покоління, створений в 1982 році в Радянському Союзі силами НДІ Сталі спільно з іншими підприємствами. Прийнятий на озброєння радянської армії в 1985 році. Захист встановлюється на різні танки сімейств Т-55, Т-62, Т-64, Т-72, Т-80 та інші. Модульність дозволяє легко встановлювати ДЗ в польових умовах, зокрема, добронювати слабкі місця наявних танків.
У 1988 році на озброєння був прийнятий наступник, «Контакт-5».

## Опис
«Контакт-1» є комплексом першого покоління — навісним комплексом, що монтується поверх броні, на відміну від більш досконалих наступників, вбудованих у броню, як «Контакт-5».
Елемент динамічного захисту (ЕДЗ) є контейнером, у якому знаходяться дві вибухові панелі розміром 252×130×10 мм. Панель складається з 260 грамів вибухівки ПГ-5А (85% гексогену) товщиною у 5,4 мм, вкритих 2,3-мм сталевою пластиною з усіх боків. Весь елемент без кріплень важить 5,3 кілограма. Загальна маса комплекту ДЗ для танка радянського зразка складає 1,2—2 тонни. Вибухові панелі легко дістаються з контейнерів, скріплених болтами. Зокрема, ці пластини виймаються при зберіганні танка.
Вибухівка всередині елементів 4С20 є дуже стабільною, тому не вибухає при пошкодженні зі стрілецької зброї. Навіть пожежа та вибух боєукладки танка часто не знищують ЕДЗ. Тому проти бронебійних підкаліберних снарядів «Контакт-1» не має дії, оскільки ті не ініціюють детонацію елементів захисту. Також ЕДЗ тривкі до ланцюгового ефекту: спрацювання блоку не ініціює вибух сусідніх. Втім, ударна та вибухова дія снаряда при влучанні може знищити слабко захищені блоки ДЗ, залишивши велику площу танка без динамічного захисту — влучання танкового снаряда чи ПТКР може знищити до 85% ЕДЗ в лобовій проєкції танка, хоча піхотні гранатомети такої руйнівної дії не мають.
Коли кумулятивний струмінь влучає в ЕДЗ, вибухова речовина детонує і метає металеві пластини, які деформують та розсіюють цей кумулятивний струмінь. «Контакт-1» ефективний проти старих нетандемних кумулятивних боєприпасів з еквівалентним бронепробиттям близько 500 мм сталі. Ефективність дії також залежить від кута влучання: при куті, близькому до 90°, ефект майже відсутній, але суттєво збільшується для менших кутів (зокрема, тому ДЗ на баштах танків часто встановлюється своєрідним «клином»).
Виробник, НДІ Сталі, заявляє про зменшення пробивної здатності для ПТРК типу «Конкурс» на 86%, танкових кумулятивних снарядів на 52% та піхотних гранатометів на 92%.

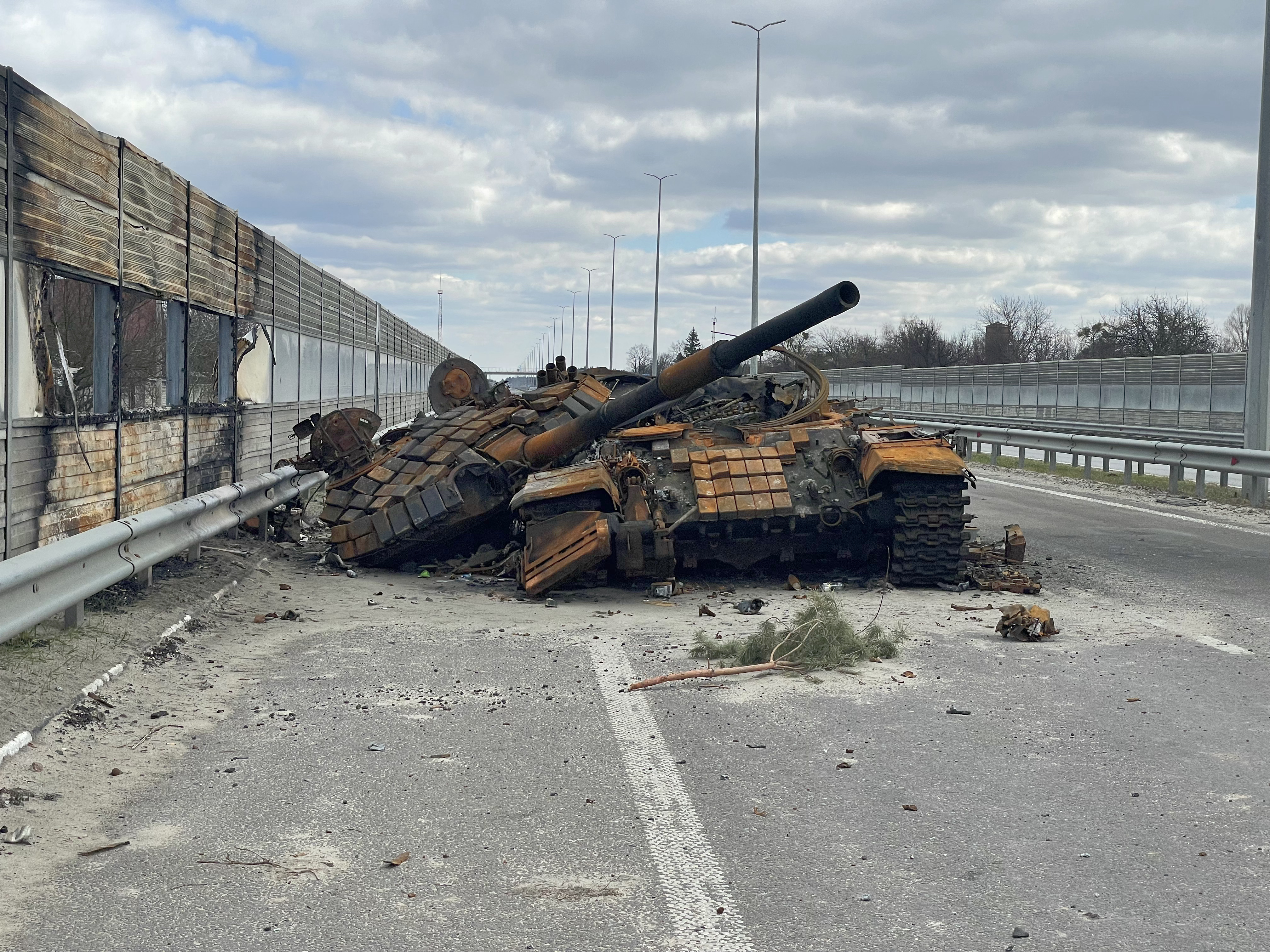
Вибух боєкомплекту не призводить до детонації ЕДЗ на прикладі російського Т-72Б

### Переваги
- Легко монтується екіпажами на наявну техніку силами екіпажу;
- суттєво підвищує захист від кумулятивних боєприпасів ціною незначного збільшення маси;
- безпечний для застосування, не вибухає від механічних пошкоджень, куль, уламків абощо;
- невразливий для ланцюгової реакції[1][2].

### Недоліки
- Значна площа лобової проєкції (до 27%) залишається неприкритою, особливо вразливою є нижня частина башти;
- низька живучість: влучання боєприпаса легко знищує контейнери на великій площі;
- елемент є одноразовим, спрацювання залишає ділянку без захисту;
- не діє на БОПСи та має низьку ефективність проти тандемних снарядів;
- вибухова дія не дозволяє встановлення на легкоброньовану техніку[1][2][3].

## Історія
Існує поширена версія, що створення «Контакту-1» було спричинене успіхом ізраїльського ДЗ Blazer під час Ліванської війни 1982 року, що встановлювався на танках «Маґах»: СРСР того ж року отримав такий танк і, нібито, поспіхом розпочав роботу над власною подібною системою. Втім, ця версія навряд чи є правдою, оскільки СРСР розпочав дослідження подібних засобів захисту ще в 1949-му, а вже 1961 вийшов перший звіт, у якому містилось формулювання «динамічний захист». Примітно також і те, що одним з учасників випробувань радянських ДЗ був дехто Блейзер Г. А., який пізніше переїхав до Ізраїля — але невідомо, чи не є збіг у прізвищі та в назві ізраїльського ДЗ випадковістю.
В 1960-х роках радянським НДІ Сталі спільно з іншими підприємствами було розроблено комплекс, який був вбудованим і мав високу ефективність, але з ряду причин не отримав застосування: на той час броня Т-64А була все ще актуальна, натомість пріоритетом вважалось зниження його маси; а також інтегрований ДЗ пасував би до нової машини, але був складним для встановлення на вже наявну техніку. Але з другої половини 70-х років західна техніка отримала нове озброєння та боєприпаси, що пробивали броню радянських танків, тож інтерес у ДЗ знову з'явився. 
Ліванська війна стала дуже потужним поштовхом для поширення ДЗ на радянських танках. Сам «Контакт», ймовірно, міг бути готовий на 1982 рік, оскільки вже влітку цього року вже було ухвалено його державні випробування. 1983 року було прийнято рішення про випробування танка з ДЗ, а 14 січня 1985 на озброєння постав перший радянський танк з «Контакту-1» — Т-64БВ.
Практично всі типи радянських танків отримали штатно «Контакт-1». Серійними модифікаціями стали Т-55АМВ, Т-55МВ, Т-62МВ, Т-64БВ, Т-72АВ, Т-72Б, Т-72Б1, Т-72С, Т-80БВ. Більшість із них було прийнято на озброєння 1985 року. 

## Оператори
Операторами є країни, що мають у своїх збройних формуваннях танки зі штатним ДЗ. Простота встановлення блоків дозволяє встановлювати їх на інші танки, тому зустрічаються імпровізовані або заводські модернізації танків.
Під час російсько-української війни обидві сторони посилюють наявні танки динамічним захистом. Деякі серійні російські танки, оснащені більш досконалими комплексами типу «Контакт-5» і «Релікт» (наприклад, Т-72Б3) також почали додатково оснащувати «Контактом-1» на заводах для захисту вразливих місць. 

### Україна

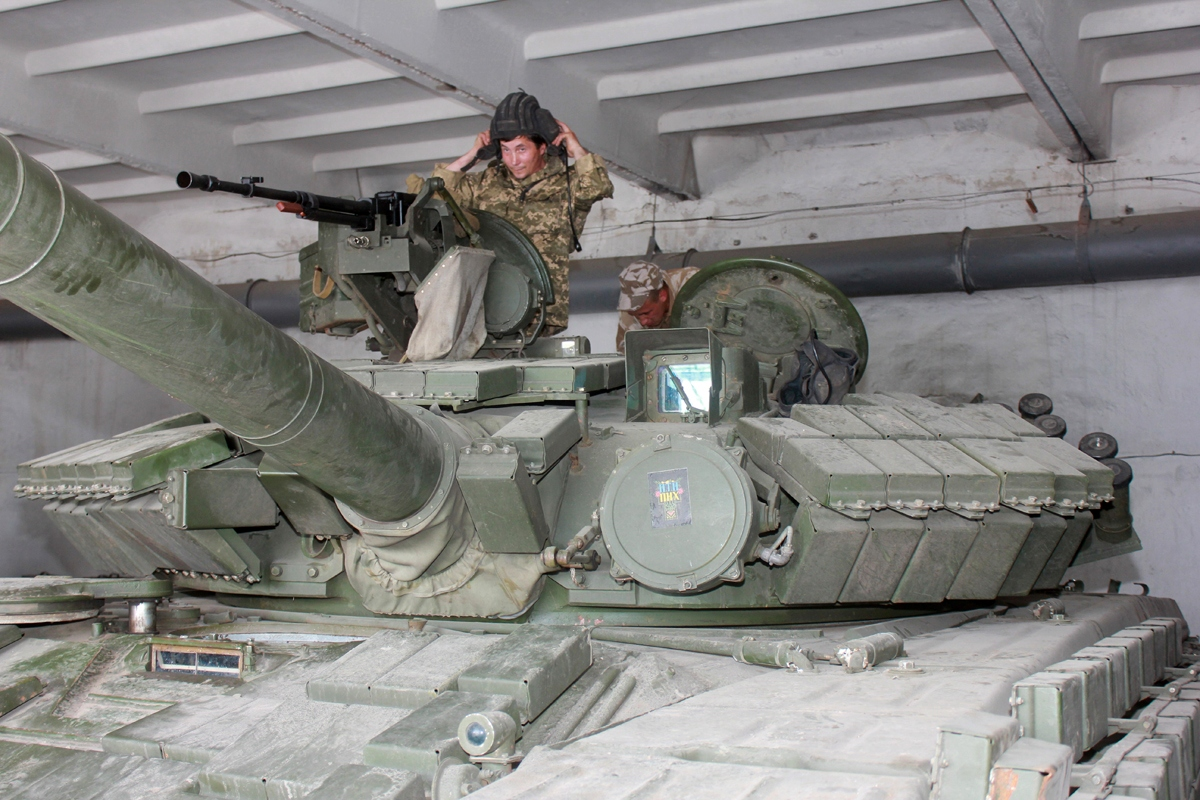
ДЗ на башті українського Т-64БВ

У 2018 році українська компанія «Українські передові мікротехнології ім. В. О. Хитрика» створила елементи динамічного захисту 4С20U та 4С22U, що є вітчизняними аналогами радянських елементів 4С20 («Контакт-1») та 4С22 («Контакт-5») відповідно. За заявою компанії, 4С20U на 2018 уже надходили до війська.
З травня 2022 року відомо про те, що Україна отримує блоки ДЗ, аналогічного «Контакту-1» виробництва чеської компанії STV Group.
Модернізацію «Контактом-1» отримують польські та чеські Т-72М1, Т-72М1R та словенські M-55S, а також із ним постачаються T-72EA — версія Т-72 від чеської компанії Excalibur Army.
Відомо про виробництво «Контакта-1» Україною у 2023 році.

#### Західна техніка в Україні
Під час передання Україні танків західного зразка порушувались питання щодо можливості дообладнання їх динамічним захистом. Зокрема, фахівець Микола Саламаха стверджував, що «Контакт-1» міг би посилити слабке бронювання Leopard 1. Але для цього, на його думку, потрібне узгодження таких модифікацій з виробником.
В липні 2023 було показано Leopard 2A4CAN на українській службі, обладнаний «Контактом-1». Раніше фахівці стверджували, що такі модифікації можуть бути доцільними, але мають бути пропрацьовані з виробниками. У травні 2024 також з'явилось фото Leopard 1A5DK з ДЗ. Оскільки «Контакт-1» і «Ніж» мають однакові контейнери, неможливо визначити, який саме ДЗ отримали ці танки.
Українські M1 Abrams також отримали «Контакт-1». Штатний динамічний захист ARAT не надає танку захист із верхньої напівсфери від FPV-дронів та інших дронів-камікадзе, тому танки 47 ОМБр «Маґура» оснастили «Контактом-1»: їх було встановлено на башту разом з ґратчатими екранами. Також динамічний захист отримали нижня й верхня лобові деталі.

## Галерея

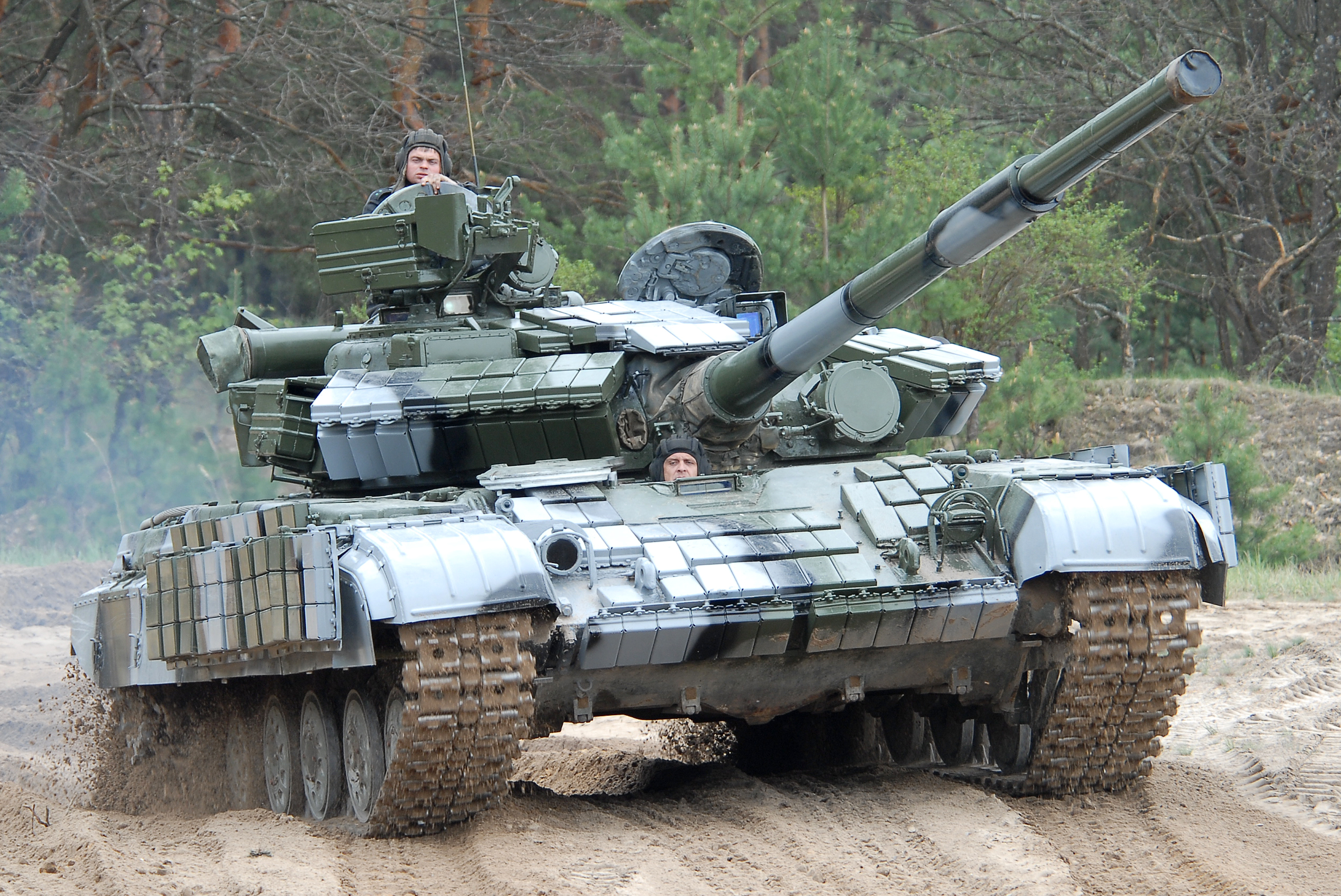
Т-64БВ
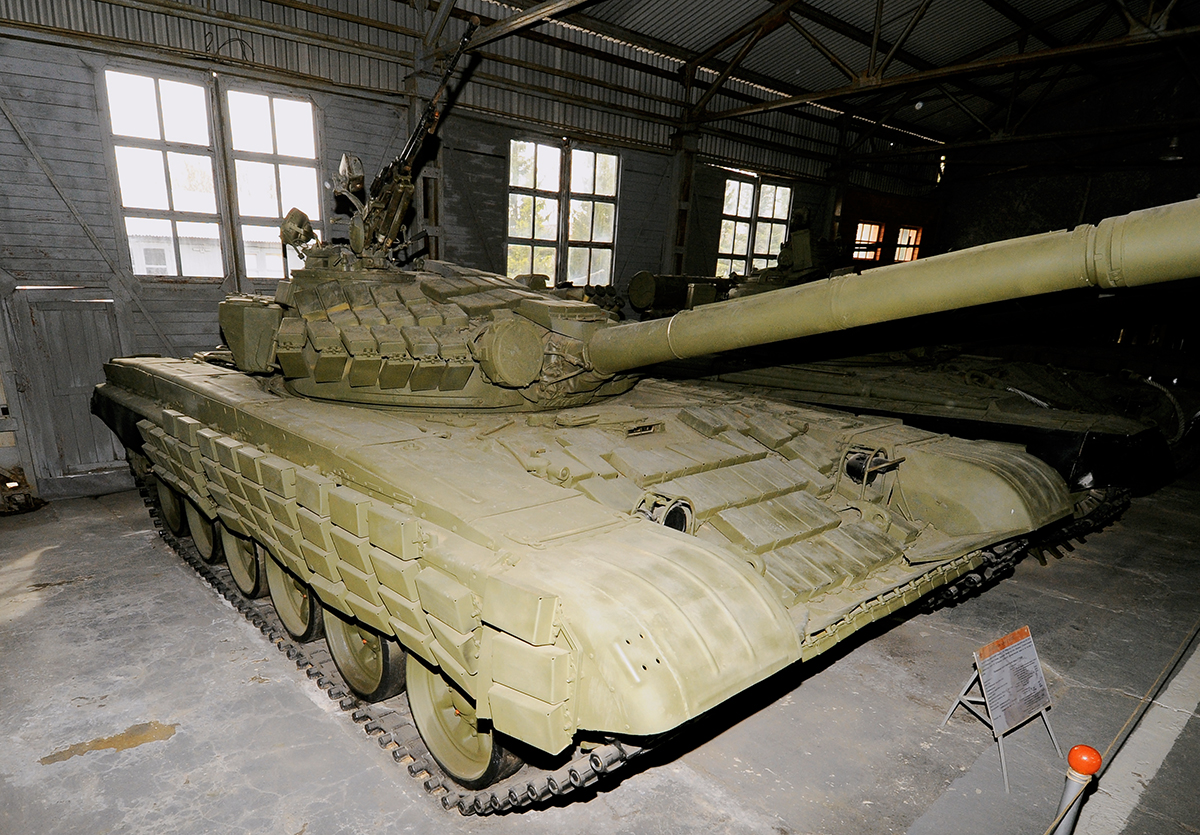
Т-72АВ
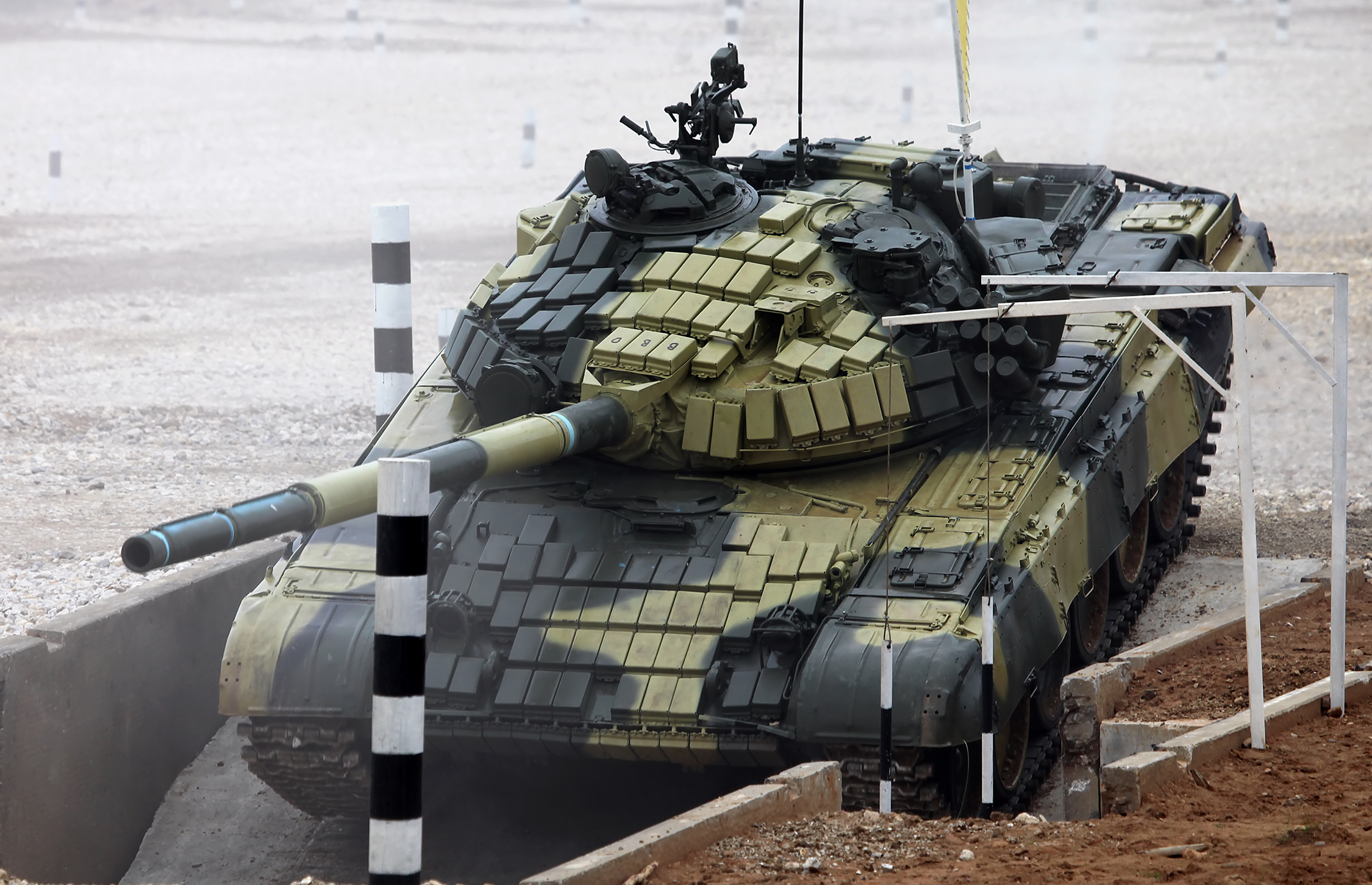
Т-72Б
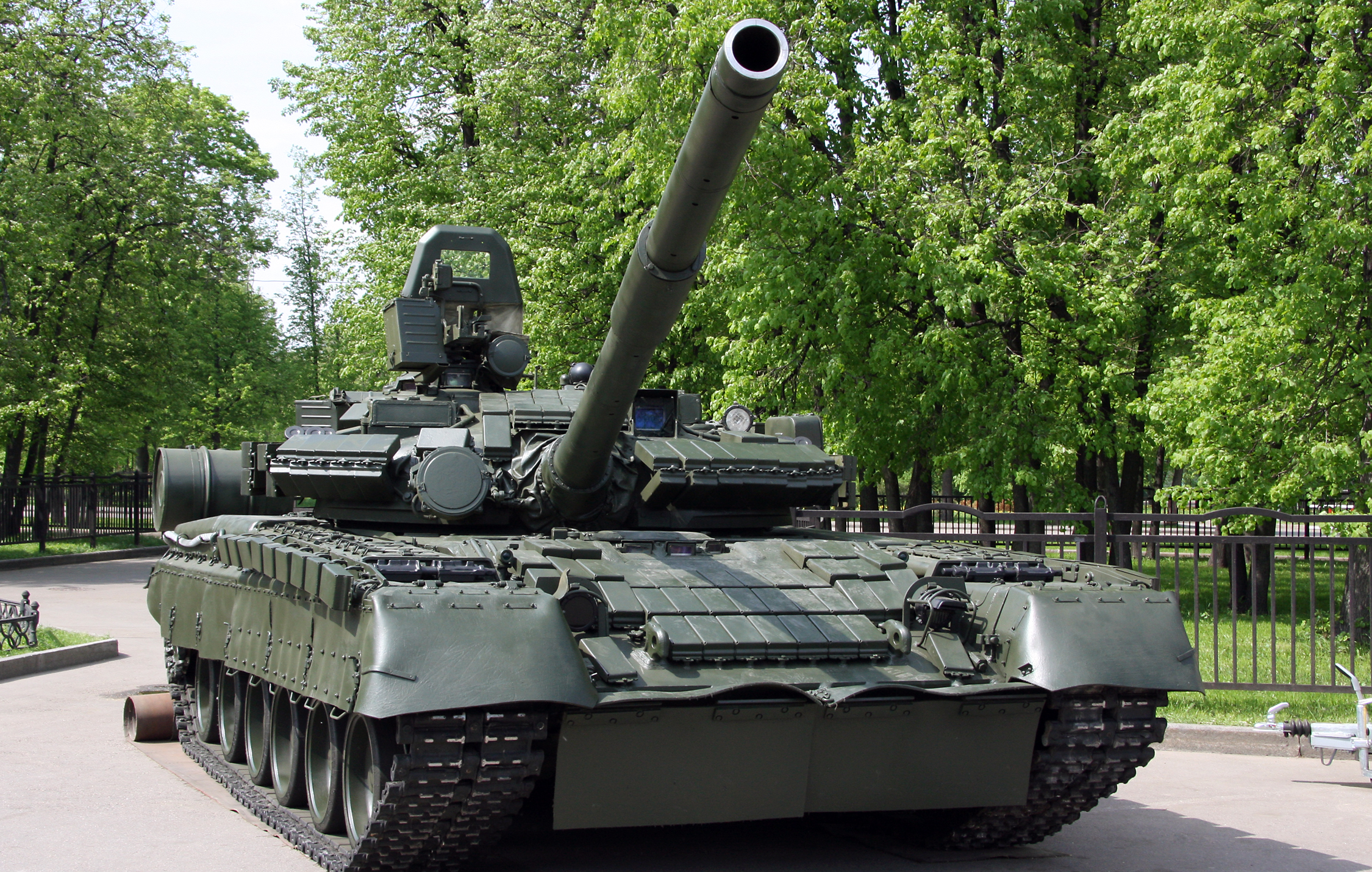
Т-80БВ
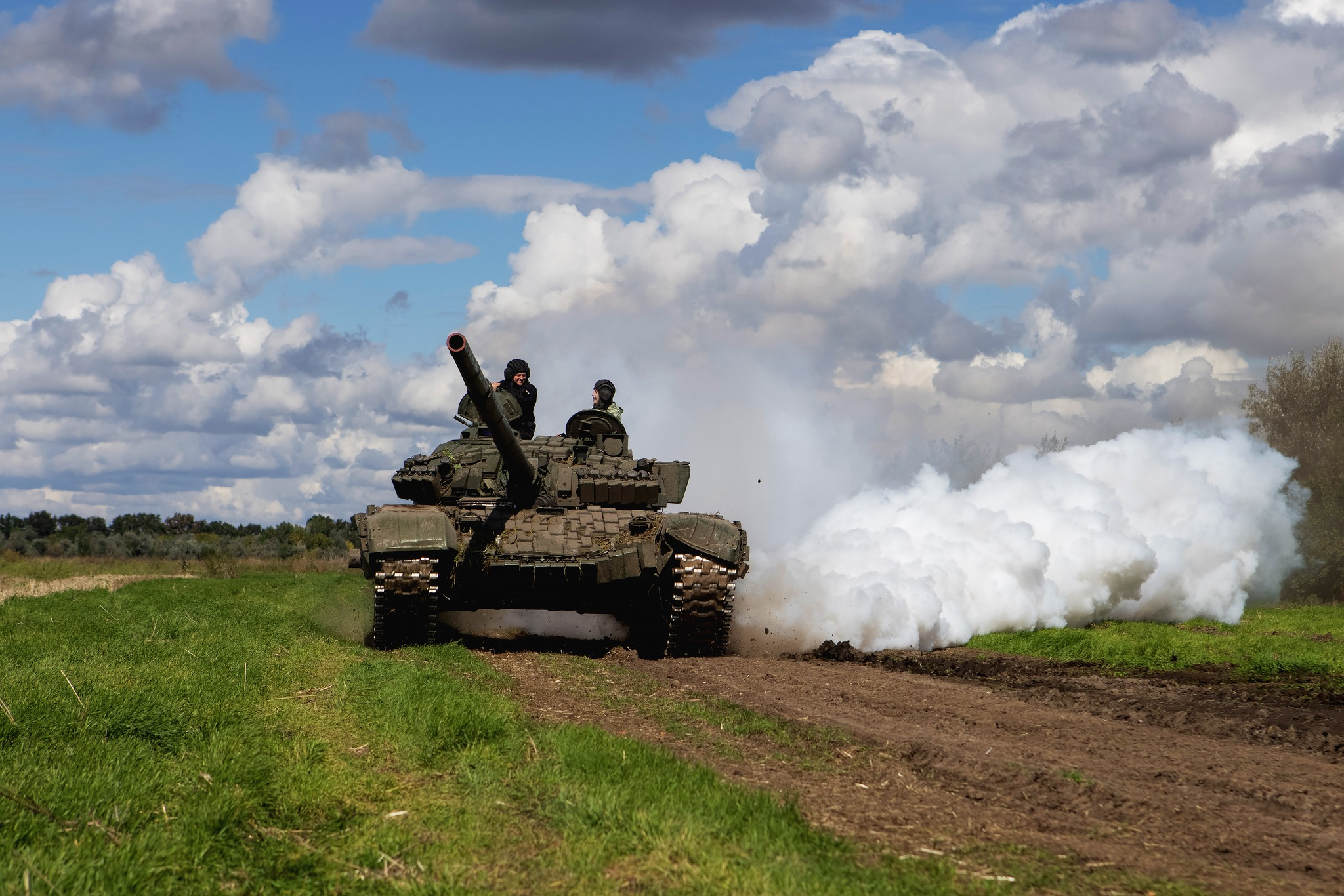
T-72M1R в Україні з «Контактом-1»
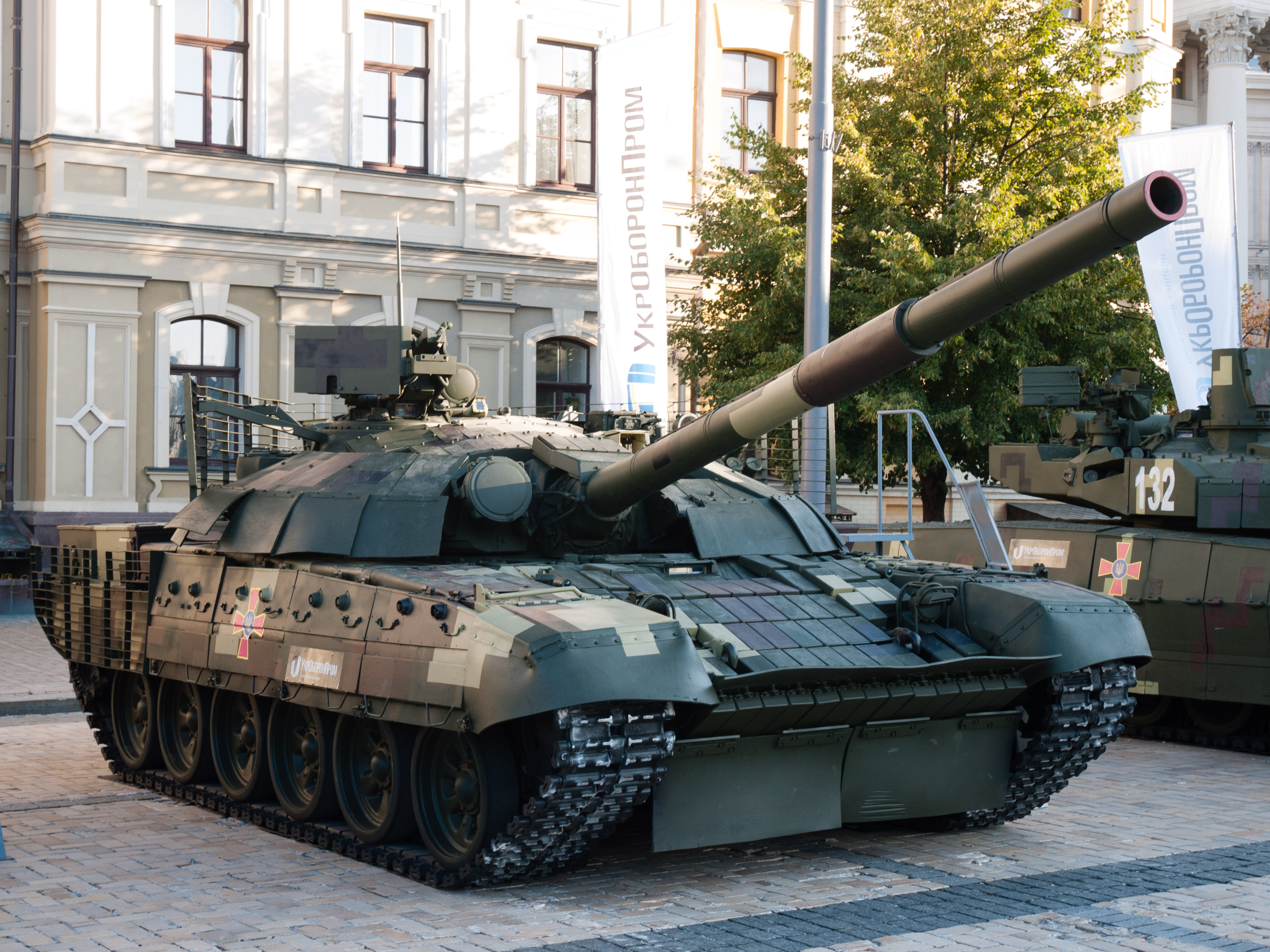
Т-72АМТ, обладнаний одночасно «Контактом-1» та «Ножем»
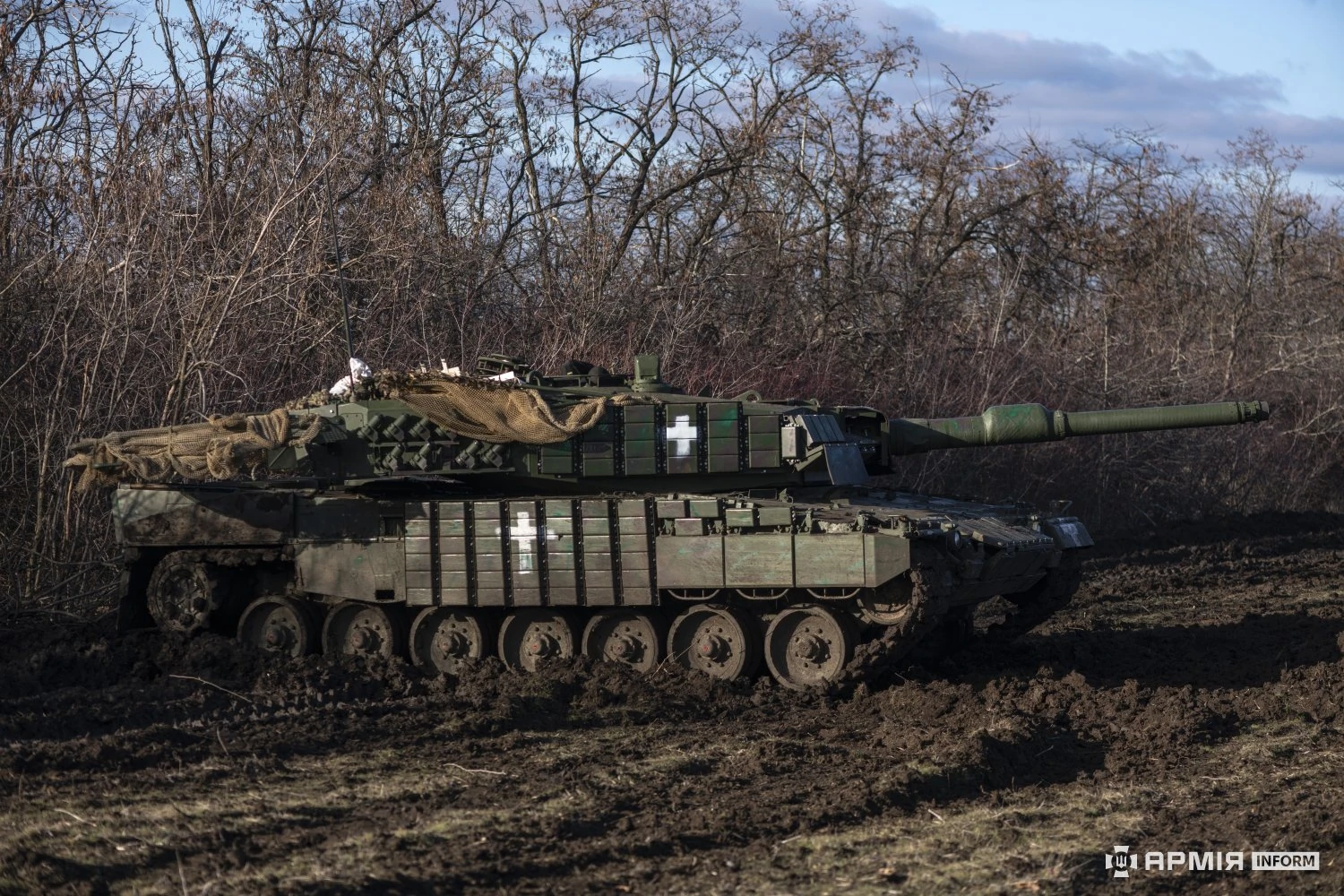
Український Leopard 2A4 з «Контактом-1»